# قطار بوسان
قطار بوسان (به انگلیسی: Train to Busan) یک فیلم اکشن و دلهره‌آور دربارهٔ مردگان متحرک به کارگردانی یان سنگ-هو محصول سال ۲۰۱۶ سینمای کره جنوبی است. این فیلم برای اولین بار در جشنواره فیلم کن ۲۰۱۶ به نمایش درآمد. ادامه این فیلم با عنوان شبه‌جزیره در سال ۲۰۲۰ منتشر شد.

## داستان فیلم
زمانی که یک ویروس مرگبار زامبی در کره جنوبی شیوع پیدا می‌کند، تعدادی از مسافران قطار سئول به بوسان برای زنده ماندن با موانع سر راهشان دست و پنجه نرم می‌کنند و باید تلاش کنند که زنده بمانند تا به بوسان که پاک‌سازی شده، برسند. سوآن برای تولد خود از پدرش می‌خواهد که به بوسان بروند تا با مادرش ‌دیدار کند که در همین حین این ویروس در کره پخش می‌شود و کل کره را در بر میگیرد.